# Marcus du Sautoy
Marcus Peter Francis du Sautoy (London, 1965. augusztus 26. –) az Oxfordi Egyetem matematikaprofesszora. Korábban az All Souls College ösztöndíjasa, jelenleg a Wadham College-é. EPSRC Senior Media ösztöndíjas korábban Royal Society Egyetemi Kutatói Ösztöndíjasa. Akadémiai munkájának központjában a csoportelmélet és a számelmélet áll. 2008 októberében elnyerte a Charles Simonyi Professzori ösztöndíjat (Charles Simonyi Professorship of the Public Understanding of Science) az onnan leköszönő Richard Dawkins utódjaként. Du Sautoy, Dawkinshoz hasonlóan maga is ateista, de saját bevallása szerint a Charles Simonyi professzori székében töltött ideje a tudományról és nem vallási kérdésekről fog szólni.

## Munkássága
Ismert a matematikát népszerűsítő munkája miatt. A The Independent on Sunday az Egyesült Királyság egyik vezető tudósaként beszélt róla. 2001-ben elnyerte a Londoni Matematikai Társaság Berwick Díját, amelyet kétévente ítélnek oda a legjobb, negyven év alatti matematikus kutatónak. Jelentek meg cikkei a The Times-ban és a The Guardian-ban és többször is megjelent a BBC Radio 4 adásában és a televízióban. Ő mutatta be a Mind Games című műsort a BBC Four-on. A nevéhez fűződik számos akadémiai cikk és könyv a matematikáról. Köztük a legújabb a Finding Moonshine. 

2006 márciusában megjelent cikke Prime Numbers Get Hitched a Seed Magazin weboldalán. Ebben megmagyarázta, hogy a 42-es szám, amely a Galaxis útikalauz stopposoknakban a mindenség válaszaként jelenik meg, hogyan kapcsolódik a Riemann-féle zéta-függvényhez.

## Magánélete
Henley-on-Thames-ben nőtt fel, ahol a Gillotts School-ba majd a King James' College-be (most Henley College) járt mielőtt az Oxfordi Egyetem hallgatója lett volna. Jelenleg Londonban él feleségével, három gyermekével és macskájával. Focizik és trombitán játszik.

## Magyarul megjelent művei
- A prímszámok zenéje; ford. Gyenes Zoltán; Park, Bp., 2014
- A kreativitás kódja. Hogyan tanul a mesterséges intelligencia írni, festeni és gondolkodni; ford. Seres Iván; Park, Bp., 2022